# Sebastopol (Kalifornien)
Sebastopol ist eine Stadt in Sonoma County im US-Bundesstaat Kalifornien mit 7521 Einwohnern (Stand: 2020).
Die Stadt liegt 80 Kilometer nördlich von San Francisco sowie etwa 20 Kilometer von der Pazifikküste entfernt, zwischen Santa Rosa und Bodega Bay.  
Sebastopol gehört als eine von drei US-amerikanischen Städten der internationalen Bewegung Cittàslow an, die sich die Verbesserung der Lebensqualität in Städten zum Ziel gesetzt hat.

## Geschichte
Das Gebiet der heutigen Stadt wurde früher von den Miwok und Pomo besiedelt. In den 1850er Jahren wurde die Stadt mit einer Niederlassung des United States Postal Service und einem Markt, der von Farmern aus der Umgebung beliefert wurde, gegründet. Während der Besiedelung der Westküste und dem Goldrausch siedelten sich zahlreiche Menschen nördlich von San Francisco an, um dort die fruchtbare Erde zu bebauen. 
In den späten 1850ern wurde die Stadt zum ersten Mal Sebastopol genannt. Der Name soll aus einem lebhaften und lange andauernden Boxkampf hervorgegangen sein, der an die britische Besatzung des russischen Hafens Sewastopol während des Krimkrieges erinnerte. Auch vier weitere kalifornische Städte wurden damals in Sebastopol umbenannt. 
Sebastopol wurde als Welthauptstadt der Apfelsorte Gravensteiner berühmt. Der Obstanbau brachte die Stadt zu bescheidenem Reichtum. 1890 führte eine Strecke der Northwestern Pacific Railroad in die Stadt. 1902 wurde die Infrastruktur stark ausgebaut: Schulen, Kirchen, Hotels, Konservenfabriken, Mühlen, Weingüter und ein Opernhaus wurden errichtet. Bereits vier Jahre später zerstörte das große Erdbeben von 1906 einen Großteil der Stadt, aber wie auch anderenortes wurde die Stadt wieder aufgebaut. 
In der zweiten Hälfte des 20. Jahrhunderts verlor der Apfelanbau, insbesondere durch konkurrierende Regionen an Bedeutung. Das große Wachstum von anderen Städten in Sonoma County, wie beispielsweise Rohnert Park oder Santa Rosa, hatte zur Folge, dass viele Einwohner Sebastopols dort Arbeit suchten und auch ihre Geschäftstätigkeiten erledigten. Dies führte dazu, dass Sebastopol bis heute eine Kleinstadt geblieben ist.

## Geographie
Sebastopol erstreckt sich über 4,9 km² auf einer Seehöhe zwischen 20 und 76 Metern. Das Zentrum befindet sich an der Kreuzung zwischen der California State Route 12 und 116, etwa 15 Kilometer westlich des U.S. Highway 101. Die Stadt grenzt an die Laguna de Santa Rosa, ein 658 km² großes naturbelassenes Feuchtgebiet, in dessen Osten Santa Rosa liegt. Die Laguna de Santa Rosa führt im Winter regelmäßig Hochwasser, was zur Folge hat, dass die östlichen Stadtteile Sebastopols und auch Teile der State Route 12 überflutet werden. Im Sumpfgebiet findet man unter anderem zwei seltene Pflanzenarten: Lilium pardalinum subsp. pitkinense, von der nur noch rund 200 bis 300 Individuen nachweisbar sind, und Carex albida.

## Wirtschaft
Die Region war früher bekannt für den Pflaumen- und Apfelanbau, mittlerweile hat aber der Weinbau zahlreiche dieser Anbauflächen ersetzt (siehe auch die Artikel Russian River Valley AVA und Green Valley of Russian River Valley AVA). Der Pflanzenzüchter Luther Burbank besaß Gärten in dieser Region. Jedes Jahr findet in Sebastopol ein Apfelblütenfest und eine Apfelmesse statt.
Sebastopol ist die Heimat des O’Reilly Verlages, der Bücher über Open-Source-Software veröffentlicht.

## Städtepartnerschaften
Sebastopol hat zwei Partnerstädte: Yamauchi-Takeo in Japan und Tschyhyryn in der Ukraine.

## Persönlichkeiten
Neben Luther Burbank sind oder waren Charles Schulz, Les Claypool, Jerry Garcia, Mickey Hart, Tom Waits, Nick Gravenites und Peter Krause sowie Cameron Britton berühmte Einwohner der Stadt.